# Rosalía de Castro
Rosalía de Castro, född 24 februari 1837 i Santiago de Compostela, död 15 juli 1885 i Padrón, var en galicisk författare och diktare. Hon betraktas den mest berömda författare i modern lyrik och en av de viktigaste i spanska poesi på 1800-talet. Rosalía de Castro är det huvudansvariga för galiciska Rexurdimento från 1800-talet, tillsammans med Eduardo Pondal och Manuel Curros Enríquez.
Hennes två viktigaste böcker är Cantares gallegos och Follas novas. Den första publicerades 1863 och på sin hundraårsdag började den Kungliga galiciska akademin att fira den Galiciska litteraturdagen. Den där dagen firas sedan 1963 och hedrar verket av en galicisk författare varje år. Rosalía var den första hedrade författaren.

## Verk

### På galiciska

#### Poesi
- Cantares gallegos (1863)[4]
- Follas novas (1880)[5]

#### Prosa
- Contos da miña terra (1864)